# Psychotria merrilliana
Psychotria merrilliana är en måreväxtart som beskrevs av Seymour Hans Sohmer. Psychotria merrilliana ingår i släktet Psychotria och familjen måreväxter. Inga underarter finns listade i Catalogue of Life.